# Tangara viridicollis
A Tangara viridicollis  a madarak osztályának verébalakúak (Passeriformes) rendjébe és a tangarafélék (Thraupidae) családjába tartozó  faj.

## Rendszerezése
A fajt Wladyslaw Taczanowski lengyel zoológus írta le 1884-ben a Calliste nembe Calliste argentea viridicollis néven.

## Alfajai
- Tangara viridicollis fulvigula (von Berlepsch & Stolzmann, 1906)
- Tangara viridicollis viridicollis (Taczanowski, 1884)[2]

## Előfordulása
Az Andok-hegységben, Bolívia, Ecuador és Peru területén honos. Természetes élőhelyei a szubtrópusi és trópusi hegyi esőerdők. lombhullató erdők és cserjések, valamint másodlagos erdők. Állandó, nem vonuló faj.

## Megjelenése
Átlagos testhossza 13 centiméter, testtömege 18–24 gramm.

## Életmódja
Ízeltlábúakkal és gyümölcsökkel táplálkozik.

## Természetvédelmi helyzete
Az elterjedési területe nagyon nagy, egyedszáma pedig stabil. A Természetvédelmi Világszövetség Vörös listáján nem fenyegetett fajként szerepel.